# Кастеллетто-д'Ерро
Кастеллетто-д'Ерро (італ. Castelletto d'Erro, п'єм. Castlèt d'Er) — муніципалітет в Італії, у регіоні П'ємонт, провінція Алессандрія.
Кастеллетто-д'Ерро розташоване на відстані близько 450 км на північний захід від Рима, 75 км на південний схід від Турина, 37 км на південний захід від Алессандрії.
Населення — 155 осіб (2014).
Щорічний фестиваль відбувається 26 липня. Покровитель — Sant'Anna.

## Демографія
Населення за роками:

Станом на 1 січня 2023 року в муніципалітеті офіційно проживало 13 іноземців з 5 країн, серед них 9 громадян країн Євросоюзу.

## Сусідні муніципалітети
- Бістаньо
- Картозіо
- Мелаццо
- Монтек'яро-д'Аккуї
- Понті